# Lualaba (rzeka)

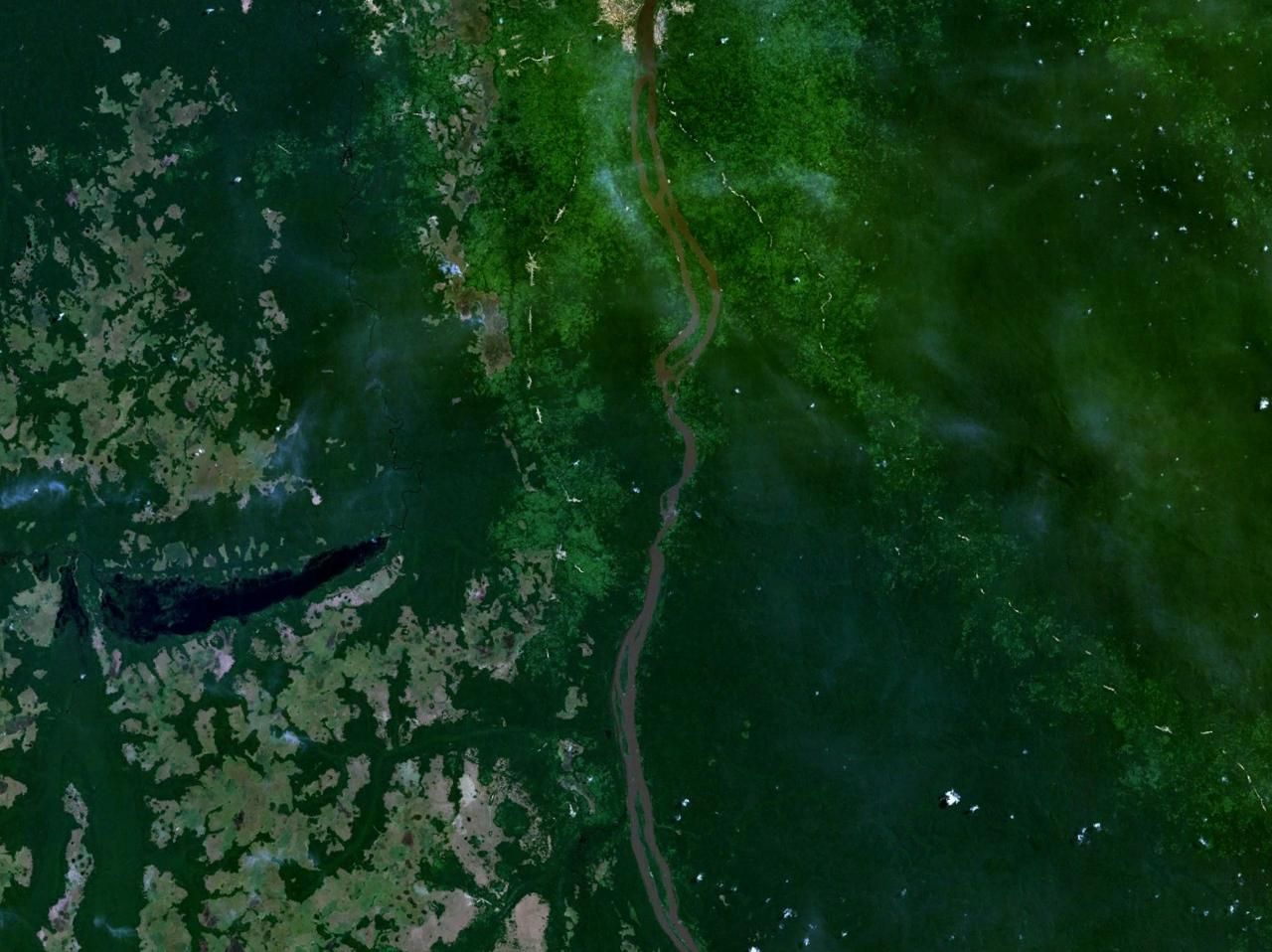
Zdjęcie satelitarne rzeki Lualaba

Lualaba – górny bieg rzeki Kongo (od źródeł do miasta Kisangani), długość: 1800 km; źródła na wyżynie Katanga u podnóża gór Kundelungu na wysokości ok. 1450 m n.p.m.; główny dopływ Luapula. Rzeka przepływa kolejno przez góry Mitumba, następnie przez jeziora Upemba i Kisale, w okolicach miasta Kongolo jej koryto zwęża się gwałtownie tworząc nieżeglowny odcinek Wrót Piekieł. Od miasta Kindu Lualaba ponownie nadaje się do żeglugi aż do Wodospadów Stanleya poniżej miasta Ubundu. Wodospady w okolicach Kisangani kończą bieg Lualaby, która zmienia w tym miejscu nazwę na Kongo.